# Nonkuéro
Nonkuéro est une localité du département de Iolonioro, dans la province du Bougouriba (région du Sud-Ouest) au Burkina Faso. En 2006, cette localité comptait 80 habitants dont 56.3% de femmes.